# Cassenoix du Cachemire
Nucifraga multipunctata
Espèce
Statut de conservation UICN

 LC  : Préoccupation mineure
Le Cassenoix du Cachemire (Nucifraga multipunctata) est une espèce d'oiseaux de la famille des Corvidae, anciennement considérée comme sous-espèce du Cassenoix moucheté (N. caryocatactes).

## Répartition
Cette espèce vit dans l'Ouest de l'Himalaya.